# دلتا ۴ سنگین
دلتا ۴ سنگین (انگلیسی: Delta IV Heavy) یا (Delta 9250H) یک وسیلهٔ نقلیهٔ پرتاب بالابر سنگین مصرفی است که بزرگ‌ترین نوع از خانواده دلتا ۴ است. این سومین وسیله پرتاب پر ظرفیت جهان است که در حال استفاده است، پس از سیستم پرتاب فضایی ناسا و فالکون هوی اسپیس اکس و پس از آن، چانگ ژنگ ۵ شرکت علوم و فناوری هوافضای چین (CASC). این بالابر سنگین توسط ائتلاف پرتاب و راه‌اندازی (ULA) ساخته شده‌است و اولین بار در سال ۲۰۰۴ راه‌اندازی شد. ULA در سال ۲۰۲۴ دلتا ۴ سنگین را بازنشسته خواهد کرد. تا ژوئن ۲۰۲۳، یک پرتاب برنامه‌ریزی شده باقی مانده بود.